# Донтай-ан-л’Эр
Донта́й-ан-л’Эр (фр. Domptail-en-l'Air) — коммуна во французском департаменте Мёрт и Мозель региона Лотарингия. Относится к  кантону Байон.	

## География
Донтай-ан-л’Эр расположен в 23 км к юго-востоку от Нанси. Соседние коммуны: Оссонвиль на севере, Ромен и Меонкур на востоке,  Эньевиль на юге, Сен-Мар и Лоре на юго-западе. 	

## История
- Деревня была сожжена немцами при отступлении в 1944 году во время Второй мировой войны.

## Демография
Население коммуны на 2010 год составляло 66 человек.
| 1962 | 1968 | 1975 | 1982 | 1990 | 1999 | 2010 |
| ---- | ---- | ---- | ---- | ---- | ---- | ---- |
| 43   | 39   | 32   | 44   | 55   | 51   | 66   |

## Достопримечательности
- Церковь XIX века.